# Harlan & Hollingsworth
Harlan & Hollingsworth foi uma indústria dos Estados Unidos estabelecida em Wilmington no estado de Delaware. A empresa construiu navios e vagões para estrada de ferro durante o século XIX até ao início do século XX.*
A empresa foi incorporada pela Bethlehem Steel em 1904, e construiu navios para Marinha dos Estados Unidos que serviram durante a Primeira Guerra Mundial. As instalações foram adquiridas pelo estaleiro Dravo Corporation, em 1926, que com o advento da Segunda Guerra Mundial, voltou a se associar com a Bethlehem Steel no esforço de guerra para produzir navios tipo contratorpedeiro.
O local do estaleiro é hoje um parque público conhecido como Dravo Plaza.